# CNN Brasil Money
CNN Brasil Money é um  canal de televisão por assinatura dedicado a cobertura do mercado financeiro e seus impactos na economia do país e do mundo. O canal foi lançado em 4 de novembro de 2024, às 20h30, com uma programação de 24 horas, sendo 12 delas ao vivo.
A equipe de economia da CNN Brasil, liderada pelo jornalista Fernando Nakagawa, é responsável pelo conteúdo do CNN Brasil Money. Os principais jornalistas da CNN Brasil, William Waack, Thais Herédia e Daniel Rittner, foram confirmados na programação do novo canal. Além disso, foram firmadas parcerias com o site JOTA e a Broadcast/Agência Estado, fornecendo dados e informações em tempo real para a equipe do canal.